# 伊沢平勝
伊澤 平勝（いさわ へいかつ、1910年（明治43年）3月20日 - 1985年（昭和60年）8月29日 ）は、日本の銀行家、実業家。七十七銀行頭取、会長を務めた。

## 来歴・人物
宮城県仙台市出身。1934年に慶應義塾大学法学部を卒業。家業の酒造に携わり、社長も務めた。
1941年1月に七十七銀行取締役に就任。1946年公職追放となる。追放中の1948年9月に七十七銀行副頭取を経て、追放解除後の1956年12月に頭取に就任。1970年1月から1977年12月までに会長を務めた。
仙台商工会議所会頭、東北放送取締役なども務めた。
1985年8月29日、肺炎のために死去。75歳没。